# Spéio
Dans la mythologie grecque, Spéio (en grec ancien Σπειώ / Speiố ) est une Néréide, fille de Nérée et de Doris, citée par Apollodore, Hésiode, Homère et Hygin  dans leurs listes de Néréides. Elle est une des douze Néréides à apparaître sur les quatre listes.
Déesse des grottes, Spéio fait également partie des Haliades, les hydriades des plages rocailleuses et des côtes rocheuses.

## Fonctions
Spéio est la Néréide des grottes maritimes et sous-marines.

## Famille
Ses parents sont le dieu marin primitif Nérée, surnommé le vieillard de la mer, et l'océanide Doris. Elle est l'une de leur multiples filles, les Néréides, généralement au nombre de cinquante, et a un unique frère, Néritès. Pontos (le Flot) et Gaïa (la Terre) sont ses grands-parents paternels, Océan et Téthys ses grands-parents maternels.

## Mythologie
Spéio est mentionnée comme l'une des 32 Néréides qui se rassemblent sur la côte de Troie, remontant des profondeurs de la mer pour pleurer avec Thétis la mort future de son fils Achille dans l'Iliade d'Homère.
Pour Virgile, elle fait aussi partie du cortège de Poséidon : 

« Glisse légèrement le char bleu foncé [de Poséidon] sur la surface de la mer: (...) Puis viennent ses serviteurs (...) À gauche se trouvent Thétis et Mélité et la jeune fille Panope, Nésée aussi, et Spéio, Thalie et Cymodocée.  »